# Gerardo Bianchi (politico)
Gerardo Bianchi (Pistoia, 14 dicembre 1905 – 30 giugno 1997) è stato un politico e sindacalista italiano.

## Biografia
Tra i fondatori della CISL di Pistoia, ricoprì la carica di deputato per tre legislature, venendo eletto con la Democrazia Cristiana alle politiche del 1958 (13 402 preferenze), alle politiche del 1963 (16 635 preferenze) e alle politiche del 1968 (17 698 preferenze). Terminò il mandato parlamentare nel 1972.
Muore all'età di 91 anni nell'estate del 1997.